# Phalonidia vectisana
Phalonidia vectisana är en fjärilsart som beskrevs av Henry Noel Humphreys och John Obadiah Westwood 1845. Phalonidia vectisana ingår i släktet Phalonidia, och familjen vecklare. Arten är reproducerande i Sverige.